# Apocopis siamensis
Apocopis siamensis är en gräsart som beskrevs av Aimée Antoinette Camus. Apocopis siamensis ingår i släktet Apocopis och familjen gräs.
Artens utbredningsområde är Thailand. Inga underarter finns listade i Catalogue of Life.